# Esting

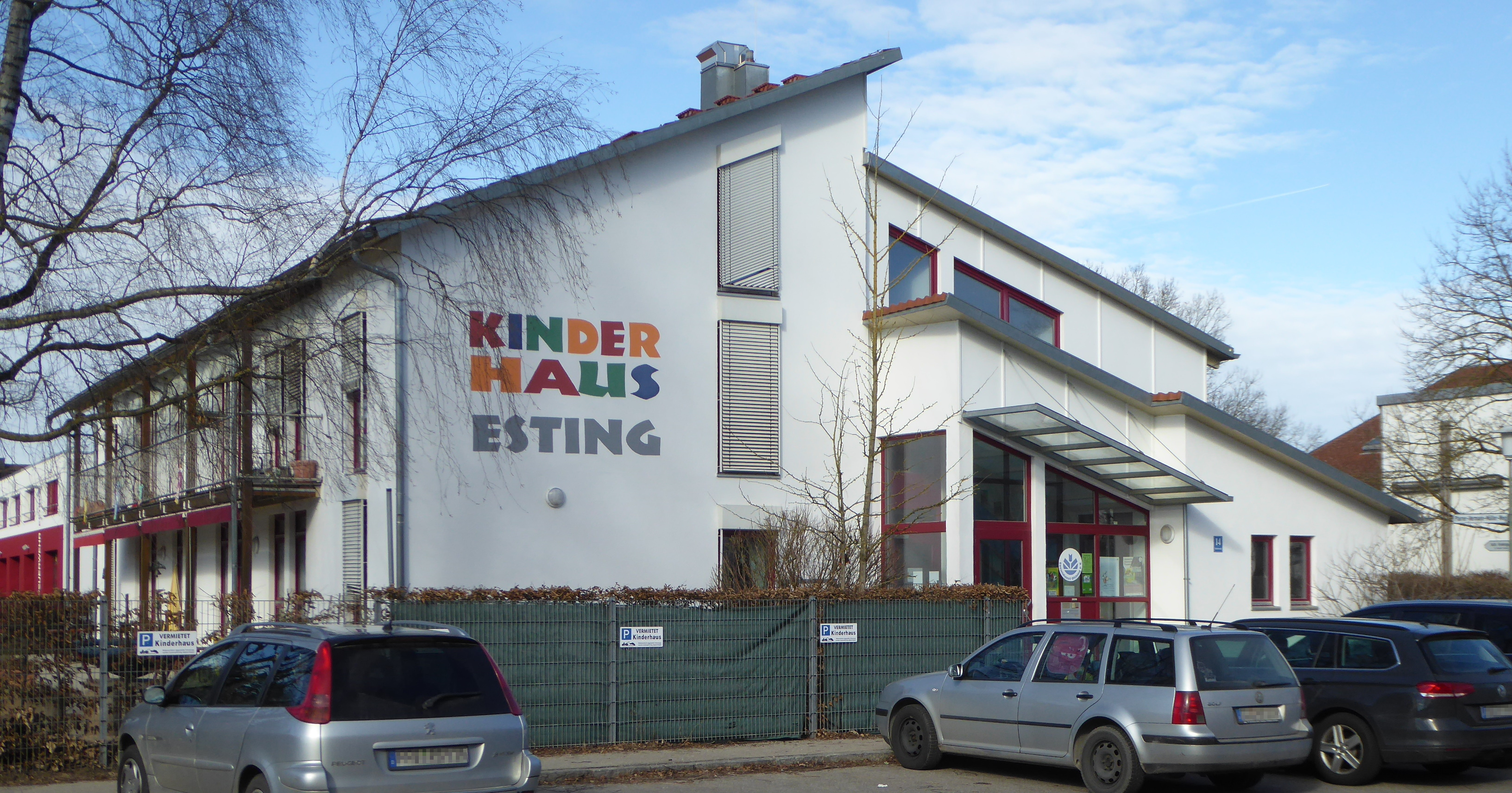
Kinderhaus in Esting

Esting ist ein Ortsteil der Stadtgemeinde Olching (Landkreis Fürstenfeldbruck) in Bayern. Die ehemalige Gemeinde wurde 1978 nach Olching eingemeindet.

## Geschichte
Esting wird zwischen 793 und 806 erstmals in einer Maisacher Schenkungsurkunde in den Traditionen des Hochstifts Freising genannt. Im 12. Jahrhundert werden die Herren „de Ehstingen“ erwähnt und besaßen Esting wohl bis in das 14. Jahrhundert. Schloss Esting wird 1568 als „nobilis domus“ bei Apian erwähnt und wurde 1704 im Spanischen Erbfolgekrieg durch die Truppen des Herzogs von Marlborough zerstört. Bis 1764 erfolgte der Wiederaufbau des Schlosses. Die Gemeinde Esting wurde 1818 durch das bayerische Gemeindeedikt gebildet. Im 20. Jahrhundert verlagerte sich der Bevölkerungsschwerpunkt aus dem alten Dorfkern in die aufstrebende Wohnsiedlung Neu-Esting. Obwohl der Zusammenschluss mit Olching in Esting und auch dem benachbarten Geiselbullach bei den Einwohnern auf wenig Zustimmung stieß, wurde dieser am 1. Mai 1978 vollzogen. Die Stadterhebung Olchings erfolgte 2011. Mit Stand 1. Januar 2019 hatte Esting 1.976 und Neu-Esting 4.475 Einwohner.

## Wappen
Gespalten von Blau und Silber, vorne ein linkshin gewendeter silberner Greif mit einer goldenen Sense in den Vordertatzen; hinten aus grünem Dreiberg aufwachsend drei rote Rosen mit grünen Stängeln und goldenen Butzen.

## Sehenswürdigkeiten
- Schloss Esting
- Kuratenhaus
- Kirche St. Elisabeth
- Kirche St. Stephanus

## Verkehr
Esting besitzt einen Bahnhof an der S-Bahnlinie 3.
| Linie | Linienverlauf |
| ----- | --- |
| S3    | Mammendorf – Malching – Maisach – Gernlinden – Esting – Olching – Gröbenzell – Lochhausen – Langwied – Pasing – Laim – Hirschgarten – Donnersbergerbrücke – Hackerbrücke – Hauptbahnhof – Karlsplatz (Stachus) – Marienplatz – Isartor – Rosenheimer Platz – Ostbahnhof – St.-Martin-Straße – Giesing – Fasangarten – Fasanenpark – Unterhaching – Taufkirchen – Furth – Deisenhofen – Sauerlach – Otterfing – Holzkirchen |

### ÖPNV
Esting wird durch mehrere Regionalbuslinien des MVV erschlossen (Haltestellen: Jeisstraße, Weinstraße,
Esting S, Esting Schule, Kreuzstraße, Sonnenstraße und Esting Kriegerdenkmal. Diese liegen unter anderem auf der MVV-Bus-Strecke 835 und X800).
| Linie | Linienverlauf                                                  | Verkehrsunternehmen            |
| ----- | -------------------------------------------------------------- | ------------------------------ |
| X800  | Buchenau – Esting – Dachau – Dachau, Newtonstraße Nord         | Amperbus GmbH                  |
| 835   | Esting, Schloss – Esting – Geiselbullach – Graßlfing – Olching | Geldhauser und Ammersee Reisen |
| 837   | Geiselbullach, Gewerbepark Nord – Esting – Esting, Schloss     | Geldhauser und Ammersee Reisen |

## Persönlichkeiten
- Carl Selmer (1896–1972), Germanist